# Věnec sonetů
Věnec sonetů neboli sonetový či znělkový věnec je označení pro skupinu několika tematicky i veršově spojených sonetů (většinou adresovaných jedné osobě či na jedno téma).
U „základní“ formy věnce sonetů každý sonet věnce rozebírá stanovené téma z jiné stránky, přičemž poslední verš každého sonetu je zároveň prvním veršem sonetu následujícího a poslední verš posledního sonetu je prvním veršem prvního sonetu. Takovýto věnec sonetů se obvykle skládá ze sedmi sonetů. Typickým příkladem je věnec Corona od Johna Donna .
Komplikovanější formou věnce sonetů je takzvaný sonnet redoublé (také hrdinský věnec), u kterého je sonetů patnáct - čtrnáct sonetů je spojeno jako u „základní“ formy, patnáctý sonet (zvaný mistrovský či magistrála) je složen z prvních veršů každého sonetu (přičemž musí dávat smysl). Typickým příkladem je Věnec sonetů Jaroslava Seiferta, opěvující Prahu.
Nejproslulejší je věnec sonetů slovinského básníka France Prešerena.
U věnce sonetů se většinou užívá forma anglického sonetu, protože forma italského sonetu by vyžadovala neúnosné množství rýmů na velmi málo slov. Někdy (jako v případě Seifertova Věnce) se užívá rýmování a-b-a-b c-d-c-d e-f-e g-h-g a podobně.